# Posewitz
Posewitz ist eine weilerartige Kleinsiedlung, sie ist ein Ortsteil der Stadt Dornburg-Camburg im Saale-Holzland-Kreis.

## Geografie
Posewitz befindet sich auf halbem Weg zwischen Camburg und Zöthen.

## Geschichte
Der Ort wurde 1349/50 erstmals urkundlich erwähnt. Der Ort gehörte seit spätestens Mitte des 14. Jh. zum wettinischen Amt Camburg, welches aufgrund von Erbteilungen zu verschiedenen Albertinischen und Ernestinischen Herzogtümern gehörte. Erst ab Ende des 15. Jh. lässt sich der Ort durchgängig nachweisen. Im Laufe der Jahrhunderte wechselten als Lehnsnehmer des Rittergutes die Herren von Würchhausen und von Tümpling. 
Während des Rückzugs von Teilen der geschlagenen napoleonischen Truppen im Herbst 1813 wurde das Herrenhaus in Posewitz beschlagnahmt und zum französischen Notlazarett umgenutzt. Auf dem Friedhof der Rittergutsbesitzer in der Nähe des Gutshof hat man die im Lazarett Verstorbenen in Gemeinschaftsgräbern bestattet, wie auch später österreichische Soldaten. Der Soldatenfriedhof lag zur Zeit von SBZ und DDR brach. Grabsteine der Soldaten oder Gutsbesitzern existieren heute nicht mehr, lediglich eine metallene Umfriedung eines früheren Familiengrabs. Eine informative Schautafel gibt die Geschichte des "Franzosen-Friedhofs" wieder. 
1826 kam Posewitz als Teil der Exklave Camburg vom Herzogtum Sachsen-Gotha-Altenburg zum Herzogtum Sachsen-Meiningen. Von 1922 bis 1939 gehörte der Ort zur Kreisabteilung Camburg.
Am 1. Juli 1950 wurde Posewitz nach Zöthen eingemeindet.
Die für das Jahr 2021 angedachte 750-Jahr-Feier begründet sich auf eine 1271 genannte Person "Martinus de Busewiczs", die aus dem Inhalt der Urkunde nicht näher auf dieses Posewitz bezogen werden kann. Siehe hierzu auch ähnlich lautende Orte wie Bosewitz, Poschwitz, oder Baschütz mit gleichem Wortstamm.

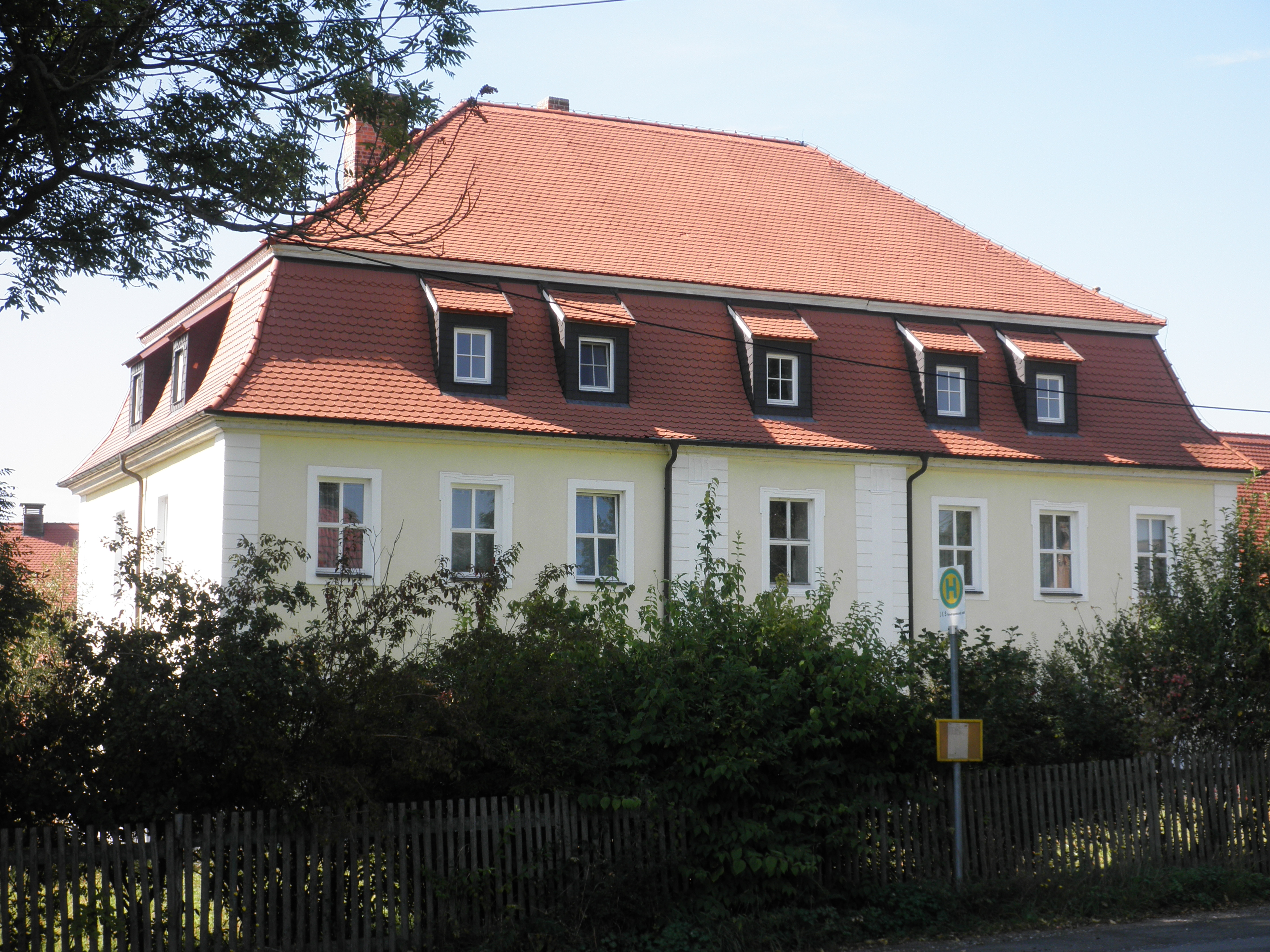
Herrenhaus des Gutes Posewitz
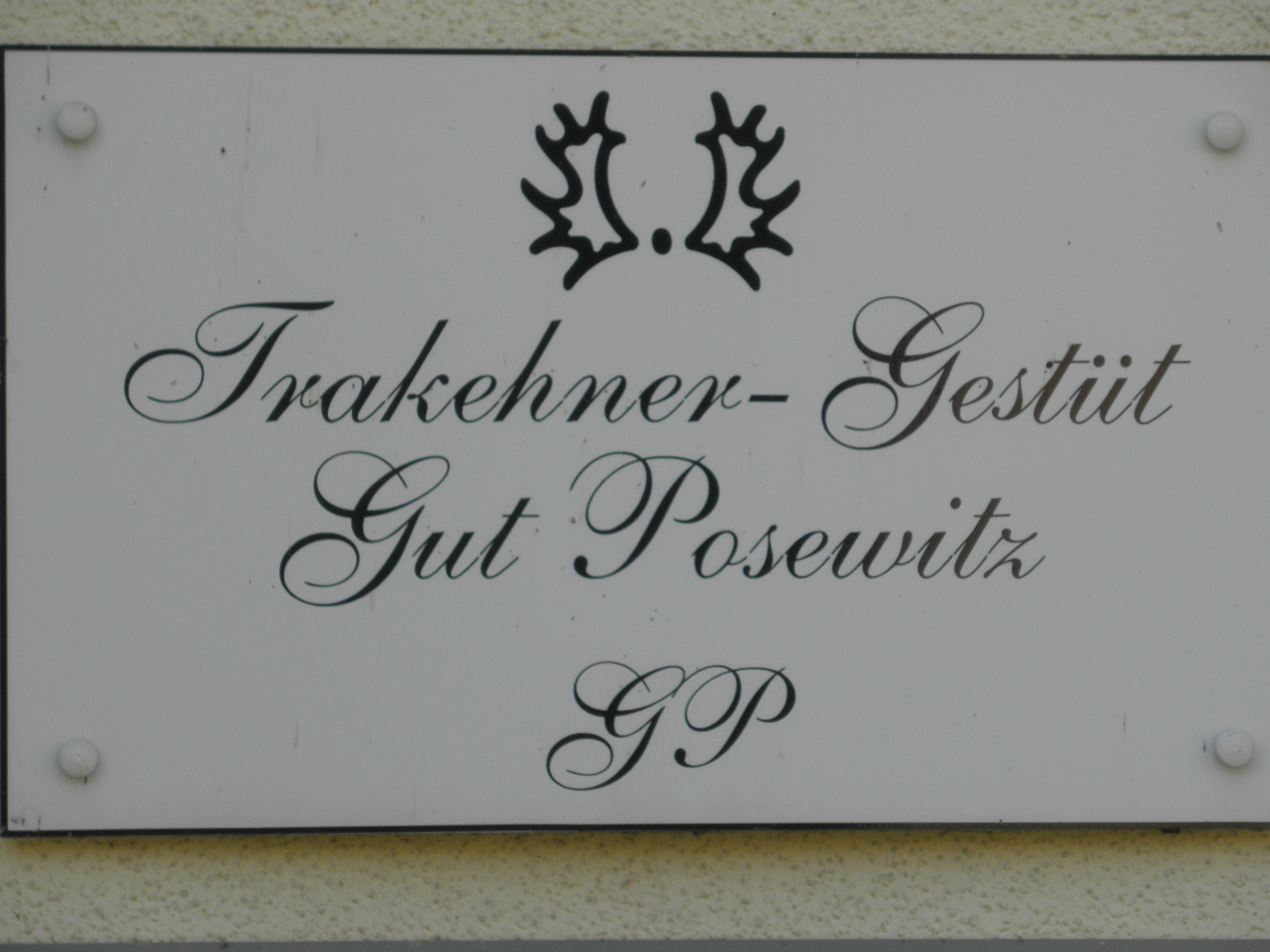
Trakehner-Gestüt im Gut
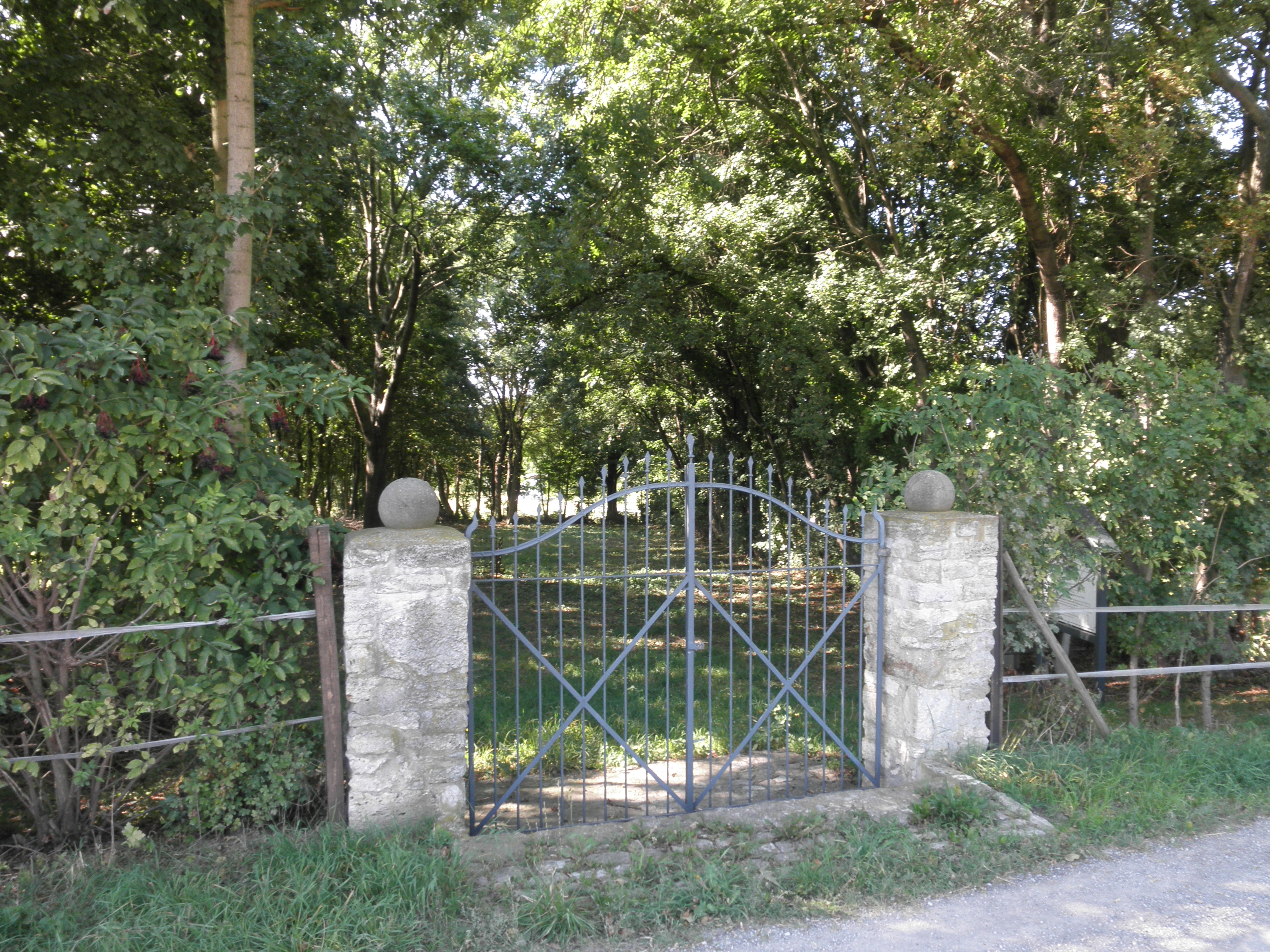
Früherer Guts- und Soldatenfriedhof
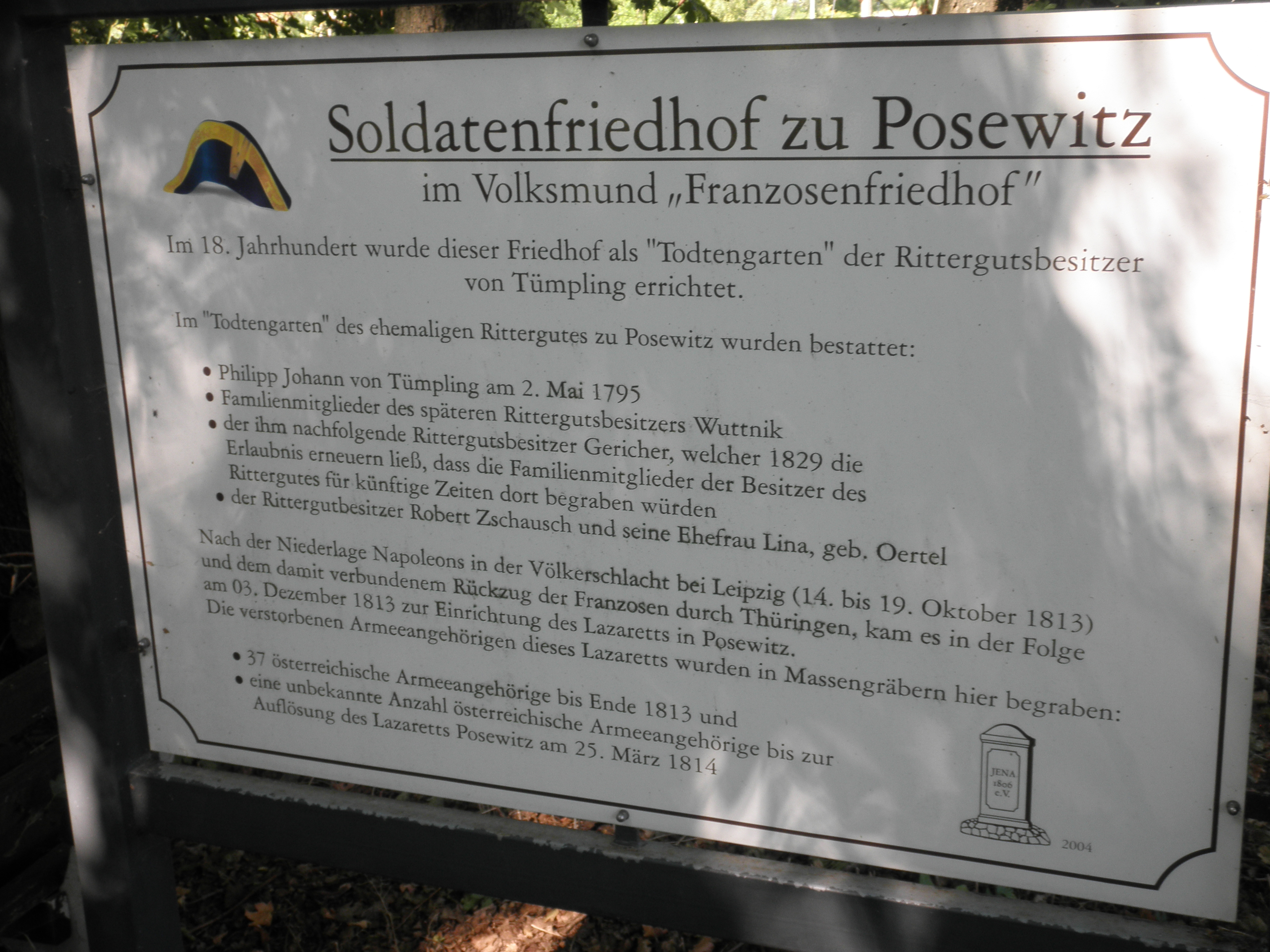
Schautafel auf dem Friedhof

## Wirtschaft
Das zur Zeit der SBZ – wie das gesamte Gut – entschädigungslos enteignete Herrenhaus Posewitz wurde in der DDR als Lehrlingswohnheim genutzt, ebenso beherbergte es die Gemeindeverwaltung. Nach der Wende wurde das Anwesen privatisiert und zum Mittelpunkt eines neugegründeten Trakehnergestüts. Ebenso wurde in Posewitz der Reitplatzbelag SWINGGROUND hergestellt. Die Herstellung des Reitplatzbelages sowie das Gestüt wurden zwischenzeitlich aufgegeben. Seit 2014 beherbergt das Gut einen Pensionsstall für Reitpferde und die Broken Wheel Ranch (Zucht von American Quarter Horses).